# Khelari
Khelari è una suddivisione dell'India, classificata come census town, di 18.699 abitanti, situata nel distretto di Ranchi, nello stato federato del Jharkhand. In base al numero di abitanti la città rientra nella classe IV (da 10.000 a 19.999 persone).

## Geografia fisica
La città è situata a 23° 38' 50 N e 84° 59' 46 E.

## Società

### Evoluzione demografica
Al censimento del 2001 la popolazione di Khelari assommava a 18.699 persone, delle quali 9.915 maschi e 8.784 femmine. I bambini di età inferiore o uguale ai sei anni assommavano a 2.613, dei quali 1.361 maschi e 1.252 femmine. Infine, coloro che erano in grado di saper almeno leggere e scrivere erano 11.111, dei quali 6.849 maschi e 4.262 femmine.